# Montaña Alavesa
Montaña Alavesa (Baskisch: Arabako Mendialdea) is een comarca van de Spaanse provincie Álava. De hoofdplaats is Santa Cruz de Campezo, dat een onderdeel vormt van de gemeente Campezo. De oppervlakte bedraagt 534,87 km² en het heeft 3.179 inwoners (2010).

## Gemeenten
De comarca omvat de volgende 6 gemeenten:
- Arraia-Maeztu
- Bernedo
- Campezo
- Lagrán
- Peñacerrada-Urizaharra
- Valle de Arana